# Danis mamberano
Danis mamberano is een vlinder uit de familie van de Lycaenidae. De wetenschappelijke naam van de soort is voor het eerst gepubliceerd in 1916 door James John Joicey en George Talbot.
De soort komt voor in Indonesië (bij de Mamberamo in Papoea).